# 포르타멘토
포르타멘토(portamento)는 같은 모음으로 높이가 다른 음을 아주 부드럽게 연결하는 창법이다. 레가토의 극한적인 것으로 생각하면 되며, 음과 음과의 사이는 음이 연속(슬라이드)되어 있지 않으면 안 된다. 사람의 소리 이외로는 현악기에서 이 주법이 가능하며 관악기로도 트롬본 같은 것은 때때로 포르타멘토를 사용한다.

## 같이 보기
- 글리산도
- 비브라토